# 叔父
叔父，又稱叔叔、叔爹，簡稱作叔，是中文中親屬關係的稱謂，指父亲的弟弟，帶血緣關係。相反情況下對方則稱呼自己作侄子或侄女。要注意的是，「叔」有時是指小叔（或作小叔子、叔仔），即丈夫的弟弟。叔父的妻子稱「叔姆」或「叔母」或「叔娘」或「嬸嬸」、「大嬸」及「阿嬸」、「嬸娘」。英文中，叔父与伯父、舅父等统称为Uncle。
在某些一妻多夫家庭中，子女稱母親的主夫以外的其他丈夫為「叔」，實際上卻可能是他們的親生父親。
在中國歷史中，皇太叔（簡稱太叔）為皇帝的叔父，與皇太子、皇太孫、皇太弟相同，均為皇帝正式繼承人的封號，但因傳統封建宗法下排名較其他為後。

## 相關
- 平輩
- 長輩
- 嬸嬸